# Sans-culottes

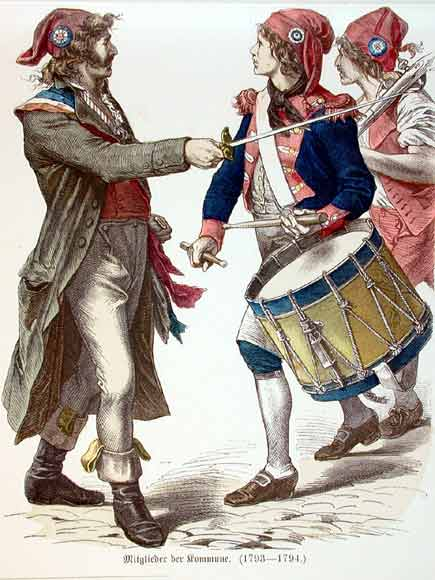
Els sans-culottes duien pantalons, i no els calçons (culottes) dels nobles; la paraula literalment vol dir 'sense calçons'. Van participar en els moviments revolucionaris fins al 1795

Sans-culottes és la denominació que hom donava a la França de la Revolució al poble pla (obrers, artesans), que no vestien com la noblesa i la burgesia, amb calça curta (culotte) i mitges, sinó amb calces llargues. Inicialment, va ser un terme despectiu, però després va ser exhibit amb orgull pels revolucionaris.